# Shmulik Kraus
Shmulik Kraus (în ebraică שמוליק קראוס, 
1 iulie 1935 Ierusalim - 17 februarie 2013 Tel Aviv) a fost un cântăreț-autor și compozitor israelian de muzică ușoară, adaptator și, în câteva ocazii, actor de cinema.

## Biografie
Shmulik Kraus s-a născut sub numele de Shmuel Krausz într-o familie evreiască din cartierul Nahlat Ahim din Ierusalim, în Palestina mandatară. El este fiul cel mai mare dintre cei patru copii ai lui Mussa Krausz, șofer, membru al unei vechi familii din Ierusalim, și ai lui Rosa, casnică, originară dintr-o familie de evrei orfali (de obârșie din orașul Urfa din sud- estul Turciei de astăzi).
În tinerețe a fost dansator de steps și s-a întreținut lucrând ca dansator și ca profesor de dans la Școala de steps dance din Haifa. După serviciul militar în flota militară israeliană, Kraus a fost marinar pe vase comerciale. Pasiunea lui pentru muzică a luat dintr-o dată avânt după ce, la rugămintea unui prieten, a ținut pentru prima dată o ghitară în mâini la pub-ul pentru marinari Haóghen (Ancora) din Haifa. 

## Carieră
Cariera de cântăreț a început-o în anii 1950 ca membru al trio-ului Haofarim (Pui de căprioară) împreună cu Avraham Reichstadt, cunoscut ca Avi Ofarim și soția acestuia, Esther (Ulterior a devenit duo, format de Avi Ofarim și Esther Ofarim). 
A compus și interpretat atunci cântecul „Beit Haaravá”, pe care l-a compus în memoria tatălui său, care a fost printre fondatorii kibuțului Beit Haaravá. La începutul anilor 1960 a întâlnit-o pe Josie Katz, venită din SUA ca voluntară într-un kibuț. Kraus a devenit partenerul ei de viață și i-a fost producător în cariera ei de cântăreață în cluburile din Eilat și Tel Aviv.
Ulterior s-au căsătorit.  
A înregistrat albume solo, de asemenea ca membru în grupuri rock (Hahalonot hagvohim) (Ferestre înalte) și în ansambluri de teatru si divertisment („Lul”) („Coteț”). A jucat în câteva filme israeliene („Rocking Horse”, „Hole in the Moon”).
A compus cântece și pentru alți soliști, ca de pildă Shalom Hanoch, și multe din creațiile sale au avut versiuni cover ale unor alți cântăreți, ca de pildă Etti Ankri.
A compus muzică și pe versurile unor poezii pentru copii, cum sunt cele scrise de poeta Myriam Yalan Shtekelis.
Din cauza unei tulburări psihice oscilante și a consumului de droguri a fost de câteva ori implicat în acte de violență față de persoane apropiate și uneori internat pe scurte perioade în spitale psihiatrice.
În ultimii ani a fost lovit de a sechelele unui accident vascular cerebral.

## Decesul
A murit în iarna anului 2013 la spitalul Ihilov din Tel Aviv după ce a fost afectat sever de gripa porcină și apoi, un infarct miocardic.

## Premii și distincții
- 2005 - Premiul Canalului de muzică israeliană, din partea Canalului 10, pentru contribuția sa la muzica țării

- decernarea premiului a stârnit controverse din cauza trecutului de delicte violente al artistului
- 2006 - Premiul pentru întreaga activitate din partea Ministerului culturii al Israelului
- 2010 - la Festivalul de muzică  de la Arad s-a organizat în cinstea sa o seară de cântece din creația sa, în 2012 la acelaș festival - o seară cu cântecele din albumul formației Halonot gvohim

## Discografie
(Albume ca solist, ca membru in formatii muzicale și colecții de cântece) 
- 1967 Hahalonot Hagvohim (Ferestrele înalte)
- 1975 Levad beyahad ulevad levad (Singur împreună și singur singur)
- 1977 Medinat Israel neged Krausz Shmuel ( Statul Israel contra lui Krausz Shmuel)
- 1981 Shivim shmonim (Șaptezeci, optzeci)
- 1982 Galgal mistovev (Roata se învârtește)
- 1987 Aharey esrim shana (Dupa douăzeci de ani)
- 1994 Yediduti lasviva (Prietenos pentru mediul înconjurător)
- 1994 Roim rahok roim shakuf  (Se vede departe, se vede transparent)
- 2003 Yom rodef yom (Zi după zi)
- 2004 reeditare Medinat Israel neged Krausz Shmuel
- 2010 Hameytav (Cele mai bune cântece)

A compus o parte însemnată din cântecele albumele rumatoare, în care nu a apărut ca interpret:
- 1969 Poozy, cu solistul Arik Einstein - 3 cântece
- 1972 Hatov, hara vehanaara (Cel bun, cel rău și fata)- 5 cântece
- 1998 Avoda ivrit (Muncă evreiească) album cu ocazia împlinirii a 50 de ani de la proclamarea Statului Israel

(cuprinde 7 cântece de Shmulik Kraus)
1. 1 2  Shmuel Kraus, Autoritatea BnF